# Vega Lutch
Vega Lutch là loại là loại máy bay không người lái tầm trung thử nghiệm được phát triển bởi công ty Vega tạ Nga. Loại máy bay này được giới thiệu lần đầu trong triển lãm hàng không MAKS năm 2011. Nó được chế tạo để có thể đảm nhiệm được nhiều chức năng chuyên về quân sự khác nhau như tìm kiếm, định vị và xác định các mục tiêu trên đường đi tuần tra cũng như có thể thực hiện các nhiệm vụ không kích vào các mục tiêu khác nhau. Vì thế nó sẽ rất thích hợp cho việc tuần tra các khu vực biên giới mà quân đội bình thường không thể tiếp cận. Ngoài ra Lutch cũng có thể được dùng cho việc xuất khẩu.
Lutch  được thiết kế dựa trên Sigma 5 nên có hình dáng khá giống loại máy bay này. Được trang bị động cơ 4 pít ton Rotax-914 có thể sử dụng nhiên liệu bình thường của các loại xe hơi mà không cần đến các loại nhiên liệu đặc biệt cho máy bay để tiết kiệm chi phí vận hành. Cánh máy bay có thể gấp để tiết kiệm không gian khi vận chuyển, cũng như máy bay có thể được triển khai chuẩn bị bởi một người trong một thời gian ngắn.
Bán kính hoạt động của máy bay là 250 km đến 350 km và đang phát triển để tăng lên 500 km. Trần bay ở độ cao 7000 m, có thể bay liên tục 18 tiếng với tốc độ 270 km/h có thể tăng lên 30 tiếng với một bình nhiên liệu phụ. Trọng lượng cất cánh tối đa là 800 kg. Lutch không cần đường băng chuyên dụng để cất cánh mà chỉ cần một đường dất thẳng tương đối chắc dài tối thiểu 130 m.